# Toribio Alzaga
Toribio Alzaga o Toribio Altzaga (Donostia, 1861 - Donostia, 1941) va ser un autor teatral en èuscar. Va contribuir molt al renaixement del teatre basc.
Als tretze anys va participar en l'òpera Iriyarena de Marcelino Soroa y Lasa la qual cosa va influir en la seva posterio dedicació a la sarsuela i a la comèdia. El 1888 van premiar la seva obra Aterako gera.
Va traduir moltes obres anglesos cap a l'èuscar, entre d'altres Macbeth amb el títol de Irritza (ambició).

## Obres teatrals
- Urdai-lekua (1925) i Txingurri (1935).
- Biak bat (1934).
- Kaxka gogorra (1930).
- San Tomaseko feria (1892).
- Zanpantzar. Ekitaldi bakarrean eratutako Jostalu pargillea (Farsa) (1932, López Mendizabal)
- Txibiribiri. Atal bateko antzerki irritsua (1922, Martin y Mena)
- Osaba (1934, López Mendizabal).
- Neskazar. Iru ekitaldi dun antzerkia (1932, Zelaia)
- Jostirudiak-Irritza (1990, Labayru)
- Burruntziya. Bemaiño (1963, Auspoa)
- Bost urtian. Antzerkia. Euskal Antzerkia, 1 (1929, Navarro del Teso y Cia.).
- Bioz berak (1929, Martin Mena y Cia.)
- Berrnaiño (1923, Martin Mena y Cia.)
- Aterako gera! (1932, López Mendizabal)
- Asenchi ta Korchesi. Izketa (1914, Martin y Mena)
- Amantxi (Bi ataldun antzerkia) (1924, Martin y Mena)